# South Cotabato
South Cotabato is een provincie van de Filipijnen in het zuiden van het eiland Mindanao. De provincie maakt deel uit van regio XII (SOCCSKSARGEN). De hoofdstad van de provincie is Koronadal City. Bij de census van 2015 telde de provincie ruim 915 duizend inwoners.

## Geografie

### Bestuurlijke indeling
South Cotabato bestaat uit 1 stad en 10 gemeenten.

#### Stad
- Koronadal City

#### Gemeenten
| - Banga - Lake Sebu - Norala - Polomolok - Santo Niño | - Surallah - Tampakan - Tantangan - T'Boli - Tupi |

Deze stad en gemeenten zijn weer verder onderverdeeld in 199 barangays.

## Demografie
South Cotabato had bij de census van 2015 een inwoneraantal van 915.289 mensen. Dit waren 88.089 mensen (10,6%) meer dan bij de vorige census van 2010. Ten opzichte van de census van 2000 was het aantal inwoners gegroeid met 224.561 mensen (32,5%). De gemiddelde jaarlijkse groei in die periode kwam daarmee uit op 1,95%, hetgeen hoger was dan het landelijk jaarlijks gemiddelde over deze periode (1,72%).

De bevolkingsdichtheid van South Cotabato was ten tijde van de laatste census, met 915.289 inwoners op 4428,81 km², 206,7 mensen per km².

## Economie
Uit cijfers van het National Statistical Coordination Board (NSCB) uit het jaar 2003 blijkt dat 31,8% (11.741 mensen) onder de armoedegrens leefde. In het jaar 2000 was dit 39,1%. South Cotabato is daarmee iets armer als het landelijk gemiddelde van 28,7% en staat 55e op de lijst van provincies met de meeste mensen onder de armoedegrens. Van alle 79 provincies staat South Cotabato ook 48e op de lijst van provincies met de ergste armoede..